# Czire Szabolcs
Czire Szabolcs (Székelykeresztúr, 1973. szeptember 13. –) erdélyi magyar lelkész, teológiai tanár, a Magyar Unitárius Egyház (MUE) valláserkölcsi-nevelési előadó-tanácsosa.
Fő kutatási területe az interdiszciplináris történeti Jézus-kutatás. Fő érdeklődési területe az emberi tudat valóságérzékelő és -teremtő ereje, a vallás jelensége a tudományos kutatásoktól a misztikus átélésekig.

## Élete
Tanár szülők gyermekeként született. A kilencvenes években az Országos Dávid Ferenc Ifjúsági Egylet munkatársa volt. Első lelkészi kinevezését Sepsikőröspatakra kapta (1996–1999), párhuzamosan tanított a Székely Mikó Kollégiumban és Kolozsváron a teológián.
A Budapesti Unitárius Egyházközség lelkésze, a Kolozsvári Protestáns Teológiai Intézet Újszövetségi Tanszékének docense.
1996-ban házasságot kötött Ferenczi Enikővel. Két gyerek, Ráhel Orsolya (2000) és Hanga Debóra (2003) édesapja.

## Tanulmányok
- 1987–1991: Székelykeresztúri Orbán Balázs Elméleti Líceum, reál, majd automatizálás szak
- 1991–1996: Kolozsvári Protestáns Teológiai Intézet, unitárius lelkész
- 1999–2000: Chicagói Egyetem, Meadville Lombard Theological School
- 2002–2005: Doktori Iskola, Kolozsvári Protestáns Teológiai Intézet
- 2005. január–április: Oxfordi Egyetem és Manchesteri Egyetem, „Sharp Scholar”
- 2005–2008: Babeș–Bolyai Tudományegyetem, szociológia

## Tanári tevékenysége
Oktatott tárgyak: ószövetségi és újszövetségi bevezetés, kortörténet, biblika és exegézis; bibliai hermeneutika; vallásszociológia; ifjúságszociológia; viselkedéskultúra; ima- és relaxációs módszerek. 2004–2013 között kari tanulmányi felelős. Ebben az időszakban valósul meg az intézet bolognai rendszerre való áttérése, az unitárius kar új tantervet dolgoz ki. Önképzőköri felelős tanár 2004–2011 között. Ebben az időben alakult ki a hét témakörre bontott rovatosított rendszer, amely a teológiai oktatás hiányzó területeit igyekezett pótolni. Lelkinevelési koordinátor 2005–2011 között. Ebben az időben váltotta fel a „krízisintervenció-alapú” modellt a rendszeresített „lelki követés” modellje. A LángÓl ifjúsági és egyetemi istentiszteletek alapítója és főszervezője 2003–2008, illetve 2010-2012 között. A Romániai Felekezetközi Bibliatársulat vezetőtanácsi tagja 2000–2012 között, valamint a Romániai Biblikusok Egyesületének tagja 2007-től.

## Szerzői tevékenysége
Fontosabb publikációk
- A történeti Jézus. A kutatás múltja és jelene. Kolozsvári Egyetemi Kiadó, 2009. (509 oldal)
- Újszövetségi bevezetés interdiszciplináris megközelítésben. Kolozsvári Egyetemi Kiadó, 2010. (360 oldal)
- A Jézus-szeminárium: bemutatás és bírálat. Keresztény Magvető 2002/4, 313–325.
- A Q–forrás rekonstruálása (1.). A hipotézistől az írott dokumentumig. KerMagv., 2003/1–2, 3–21.
- Jób feddhetetlenségének/integritásának kérdése. KerMagv., 2002/4, 326-342
- Az irodalmi függőség kérdése Tamás evangéliuma és a szinoptikusok között a közös példázatok tükrében. KerMagv., 2004/3, 105–139.
- Az ember mint Isten képmása. Unitárius teológiai kérdésfelvetések. KerMagv., 2004/3, 249–258
- Tamás evangéliuma. Kritikai magyar fordítás. KerMagv., 2004/3, 259–276.
- Jézus csodáinak értelmezéstörténete a felvilágosodástól napjainkig. Református Szemle 2005/2, 131–180.
- The teachings of Jesus. In. Report of the Meeting of ministers and scholars of the Transilvanian Unitarian Church in Romania and of the Remonstrant Brotherhood in the Netherlands, 2005 April 18–25, Utrecht 2005.
- Makroszociológiai vizsgálódások a Jézus-kori Galileában. Társadalmi rétegződés és az evangélisták meggyőzési stratégiái. KerMagv., 2006/1, 5–23
- Jézus világának mikroszociológiai/antropológiai dimenziói. Becsület és szégyen, kollektív személyiség. KerMagv., 2006/3, 256–271.
- Isten országa kutatástörténete a történeti Jézus–kutatás kontextusában (I.) KerMagv., 2006/4, 387–403.
- Isten országa kutatástörténete a történeti Jézus–kutatás kontextusában (II.) KerMagv., 2007/1,16–38.
- A történeti Jézus asztalközössége és az úrvacsora gyakorlata. In. Szabó Árpád (szerk.): Isten és ember szolgálatában. Erdő János emlékezete. Kolozsvár, 2007, 56–116.
- Jézus a karizmatikus csodatevő próféta és tanító. Párbeszéd Vermes Géza Jézus-portréjával. KerMagv., 2007.3. 241–258.
- Studii biblice in Biserica unitariana. In: Cercetari Biblice. Anuarul Uniunii Biblistilor din Romania. Anul 1 (2007), Sibiu, 144–149.
- A kanonikus evangéliumok fontosabb szövegpárhuzamai a kánonon kívüli forrásokban. In: KerMagv., 2008/3, 301–352.
- Vallástudomány és tudomány találkozása a Biblia-kutatás és a módosult tudatállapot-kutatás mezsgyéjén. In: Unitárius Kalendárium 2013, 175–186.
- A történeti Jézus helye az ókori csodatevők típusainak viszonylatában. Keresztény – Zsidó Teológiai évkönyv 2012, 62–80.
- „Kicsoda bölcs és értelmes közöttetek?” Bölcsesség és eszkatológia Jakab könyvében. In: Studia Doctorum Theologiae Protestantis, A Kolozsvári Protestáns Teológia Kutatóintézetének Kötetei II., Kolozsvár, 2011.
- Tanítás – gyógyítás – asztalközösség: Jézus működésének alapdinamikája a tanítványokat kiküldő beszédekben. In. Benyik György (szerk.): Jézustól Krisztusig – XXIV. Biblikus Konferencia, 2013
- Transzállapot a Bibliában. Vallási élmény az új tudományterületek mérlegén. In: Studia Doctorum Theologiae Protestantis III., 2013.

## Kiadói/szerkesztői tevékenysége
- 2003-tól a Keresztény Magvető folyóirat szerkesztőségi tagja.
- 2009–2010 és 2015–2020 között az Unitárius Közlöny főszerkesztője.
- Az Unitárius Ösvény hangoskönyv szerkesztő-rendezője, amely Bogdán Zsolt és Csutak Réka színművészek előadásában és Ercsey-Ravasz Ferenc zenéjével szólal meg (Kolozsvár, 2011).
- Vasárnapi iskolás kézikönyv (szerkesztette: Újvárosi Katalin, Kolozsvár, 2010)
- Játékos építkezés vasárnapról vasárnapra (szerkesztette Mikó Amália, Kolozsvár, 2011)
- Unitárius Énekek Énekei hanganyag szerkesztő-rendezője (Kolozsvár, 2013)
- Daltutajok első lemezének és daloskönyvének szerkesztője (Kolozsvár, 2013)
- Lektorálás: 2005 – William R. Murry: Elsősegély a léleknek. A szabadelvű vallás és az élet válságai (A Faith for all Seasons. Liberal Religion and the Crisis of Life, fordította Gál Zoltán); 2004–2006 – Unitárius vallástankönyvek I–IV. osztályoknak
- Balázs Ferenc: Mesék, amiket neked írtam hangoskönyv szerkesztő-rendezője, amely Ferenczi Enikő előadásában és Ercsey-Ravasz Ferenc zenéjével szólal meg (Kolozsvár, 2014)
- Az Egység tükröződései. Unitárius teológiai tanulmányok szerkesztője (Kolozsvár, Protestáns Teológiai Intézet, 2014)

## Szervezői tevékenysége
- Sepsikőröspataki lelkészsége idején szervezte meg első ízben a Vadas találkozót. A Vadas-tetőn rendezett majális jellegű vallási találkozón számos háromszéki és erdővidéki település lakói vesznek részt azóta is
- Az 1994-től a Magyar Unitárius Egyház és az Országos Dávid Ferenc Ifjúsági Egylet közös szervezésben induló egyházi gyermek-, szórvány- és ifjúsági táborok szervezője 1999-től
- 2011-től a Konfirmandusok Mozgótáborának, 2013-tól a „Via Unitariana” Gyalogló Tábor[1] szervezője
- A János Zsigmond Unitárius Kollégium[2] szülőbizottságának elnöke 2009-től
- A 2011-ben indult Felnőttképzési Tanfolyamok szervezője és egyik előadója
- A 2010 elején alakult Daltutajok nevű, ifjúsági énekeket író munkacsoport alapítója, szervezője
- Lelkésztovábbképző tanfolyam szervezője, négy kiírásban (2010–2011)
- Az Unitáriusok vallásossága kérdőív összeállítása és a felmérés irányítója (2009–2011)
- Az Énlaki Csendesülő többnyire saját kezű építője (2007–2009)